# Francisco de Moura
Francisco de Moura Corterreal y de Melo (Madrid, 13 dicembre 1621 – Madrid, 23 novembre 1675) è stato un politico, diplomatico e militare portoghese naturalizzato spagnolo.

## Biografia
Francisco de Moura fu il terzo dei figli maschi del nobile portoghese Manuel de Moura Corte Real, secondo marchese di Castelo Rodrigo (il quale aveva ricoperto l'incarico di governatore dei Paesi Bassi spagnoli tra il 1644 e il 1647), e della nobildonna Leonor de Melo (figlia di Nuno Álvares Pereira de Melo, III conte di Tentúgal e Mariana de Castro dei conti di Altamira).
Francisco trascorse la gioventù a Roma, città nella quale il padre svolgeva l'incarico di ambasciatore di Sua Maestà Cattolica presso la Santa Sede dal 1632. Sempre a Roma sposò Ana María de Moncada de Aragón y de la Cerda (figlia di Antonio d'Aragona Moncada e della sua consorte Juana de la Cerda y de la Cueva) dalla quale ebbe due figlie: Leonor e Juana.
Allo scoppio della sollevazione in Portogallo che avrebbe segnato l'inizio della lunga guerra di restaurazione portoghese i Moura persero i loro privilegi e possedimenti nel regno, venendo considerati traditori da Giovanni IV del Portogallo per essersi mantenuti fedeli alla causa spagnola. Diversi esponenti di spicco dell'aristocrazia lusitana vennero imprigionati, costretti all'esilio o condannati a morte per ordine del re del Portogallo: tra questi troviamo un cognato di Francisco de Moura, Miguel Luís de Meneses, II duca di Caminha, decapitato nel 1641 al Rossio.
Francisco de Moura venne nominato Gentiluomo di Camera del Re Filippo IV di Spagna (e III del Portogallo)  nel 1645. L'anno successivo fu designato ambasciatore straordinario del re di Spagna a Vienna ed in seguito ambasciatore ordinario, in sostituzione di Diego Aragona Tagliavia, duca di Terranova.
Quale compensazione per le perdite subite in Portogallo Francisco de Moura ottenne, il 10 agosto 1656, il titolo di duca di Nocera nel regno di Napoli. Ricoprì il ruolo di Viceré di Sardegna dal 1657 al 1661, Viceré di Catalogna tra 1664-1665 e Governatore dei Paesi Bassi spagnoli tra 1664 e 1668.
Francisco de Moura fu firmatario per conto della Spagna del Trattato di Aquisgrana del 1668, che pose fine alla Guerra di devoluzione. Concluso il suo mandato di Governatore nei Paesi Bassi spagnoli, Francisco tornò a Madrid, dove venne nominato Consigliere di Stato e presidente del Real Consiglio degli Ordini Militari. Tra il 1669 ed il 1675 ricoprì l'incarico di Caballerizo mayor della regina Maria Anna d'Asburgo, venendo sostituito dal favorito Fernando de Valenzuela.
Nel 1670 venne nominato membro del Supremo Consiglio di Stato delle Fiandre e della Borgogna.
Francisco de Moura era noto per la sua grande cultura e per il suo interesse nei confronti dell'arte e dell'architettura. Il suo nome è associato al Real Sitio de la Florida, situato sulla Montaña del Príncipe Pío, rilievo collinare di Madrid. Francisco promosse la costruzione nell'area di una vasta dimora, la Casa de la Florida, presso la quale risiedette il cognato Luigi Guglielmo I Moncada fino al 1672.
Francisco morì a Madrid nella sua dimora il 23 novembre del 1675.
Secondo il suo testamento le sue spoglie sarebbero dovute essere sepolte nella cappella che il padre Manuel de Moura aveva fatto realizzare da Francesco Borromini (che Manuel aveva conosciuto negli anni in cui era stato di ambasciatore straordinario di Spagna a Roma) nel monastero di São Bento a Lisbona (l'odierno Palazzo di São Bento). Tuttavia, a causa dell'appoggio prestato dalla famiglia Moura Corte Real alla fazione asburgica nell'ambito della Restaurazione portoghese, il Portogallo si rifiutò di accogliere la sua salma e i suoi resti mortali restarono in Spagna.

## L'opera di governatore dei Paesi Bassi spagnoli

Francisco de Moura y Corterreal, duca di Nocera, Anselmus van Hulle.

Durante il suo regno i Paesi Bassi spagnoli subirono l'invasione della Francia durante la Guerra di devoluzione, in un periodo in cui la Spagna era così indebolita che non riuscì a fronteggiare degnamente l'assalto francese. Le truppe d'oltralpe parlarono di una passeggiata militare.

## Il ducato di Nocera
Nel 1649 Francisco de Moura chiese alla corte spagnola un risarcimento di 150.000 ducati per la confisca dei suoi possedimenti in Portogallo ordinata da Giovanni IV durante la guerra di restaurazione portoghese. Ottenne il feudo di Nocera dei Pagani. Essendo stato questo valutato 223.000 ducati, il regio erario chiese al marchese di restituire 73.000 ducati. Ne seguì una controversia che andò oltre la peste del 1656, quando la città di Nocera fu seriamente colpita e, secondo il marchese, deprezzata. Dopo una nuova stima del feudo si fissò il suo valore in 163.000 ducati. Versata la differenza, finalmente, nel 1660 la casata dei marchesi di Castelo Rodrigo ottenne la città di Nocera dei Pagani, reggendola fino al 1707. Francisco divenne così il settimo duca di Nocera pur senza mai mettere piede in città e reggendola tramite un governatore. Non avendo lasciato eredi maschi, alla sua morte il ducato fu ereditato dalla figlia Leonor, moglie di Aniello de Guzmán y Carafa. Pur non avendolo mai visto, i nocerini gli tributarono funerali solenni nella cattedrale di San Prisco e le chiese della città le campane suonarono a morto per tre sere celebrando messe cantate.